# Bahnhof Bulle
Der Bahnhof Bulle ist der wichtigste Bahnhof der Stadt Bulle im Schweizer Kanton Freiburg. Er gehört den Freiburgischen Verkehrsbetrieben (Transports publics fribourgeois, TPF) und ist Knotenpunkt ihres Eisenbahnnetzes.

## Geschichte

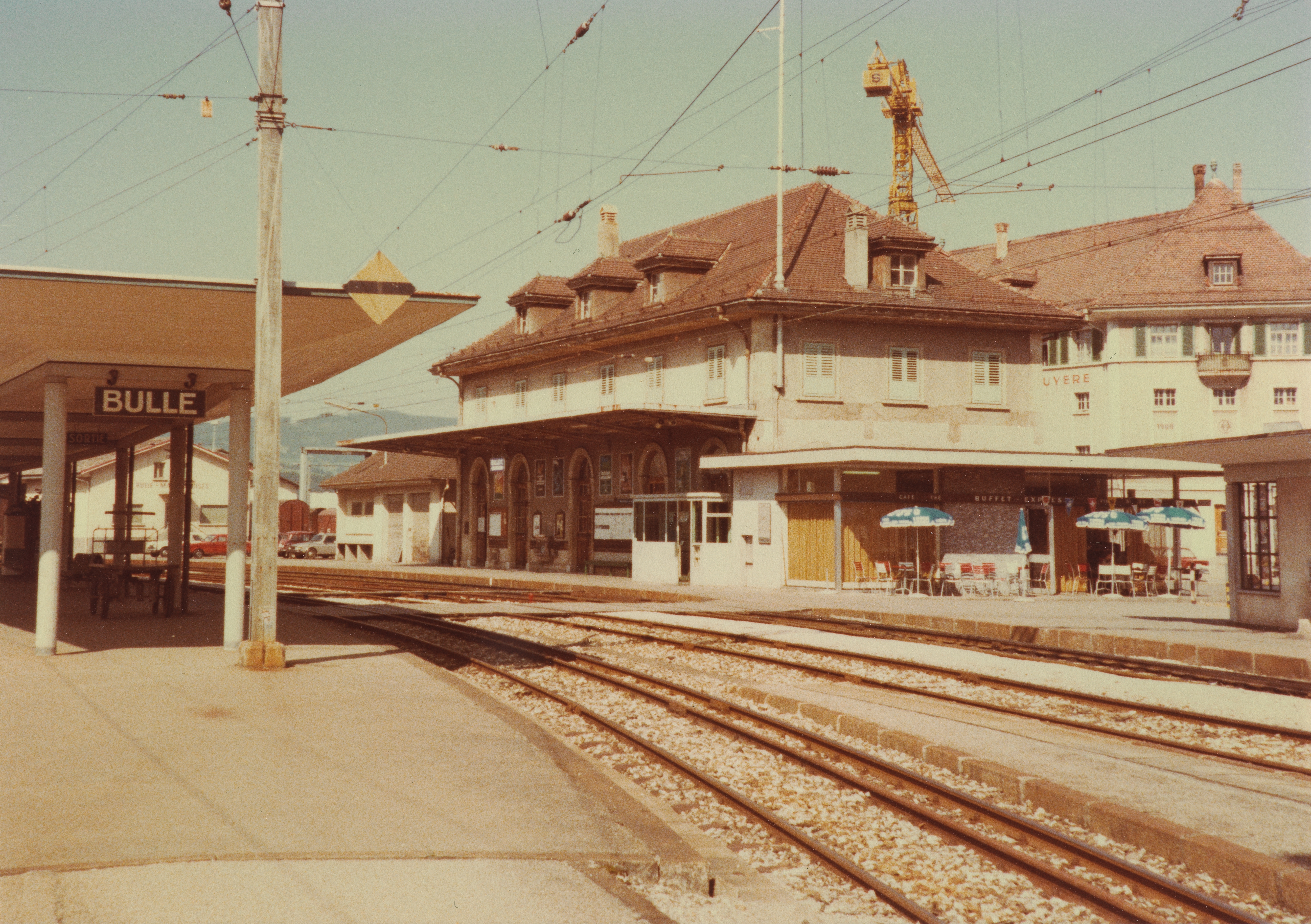
Stationsgebäude und Dreischienengleis im Jahr 1981

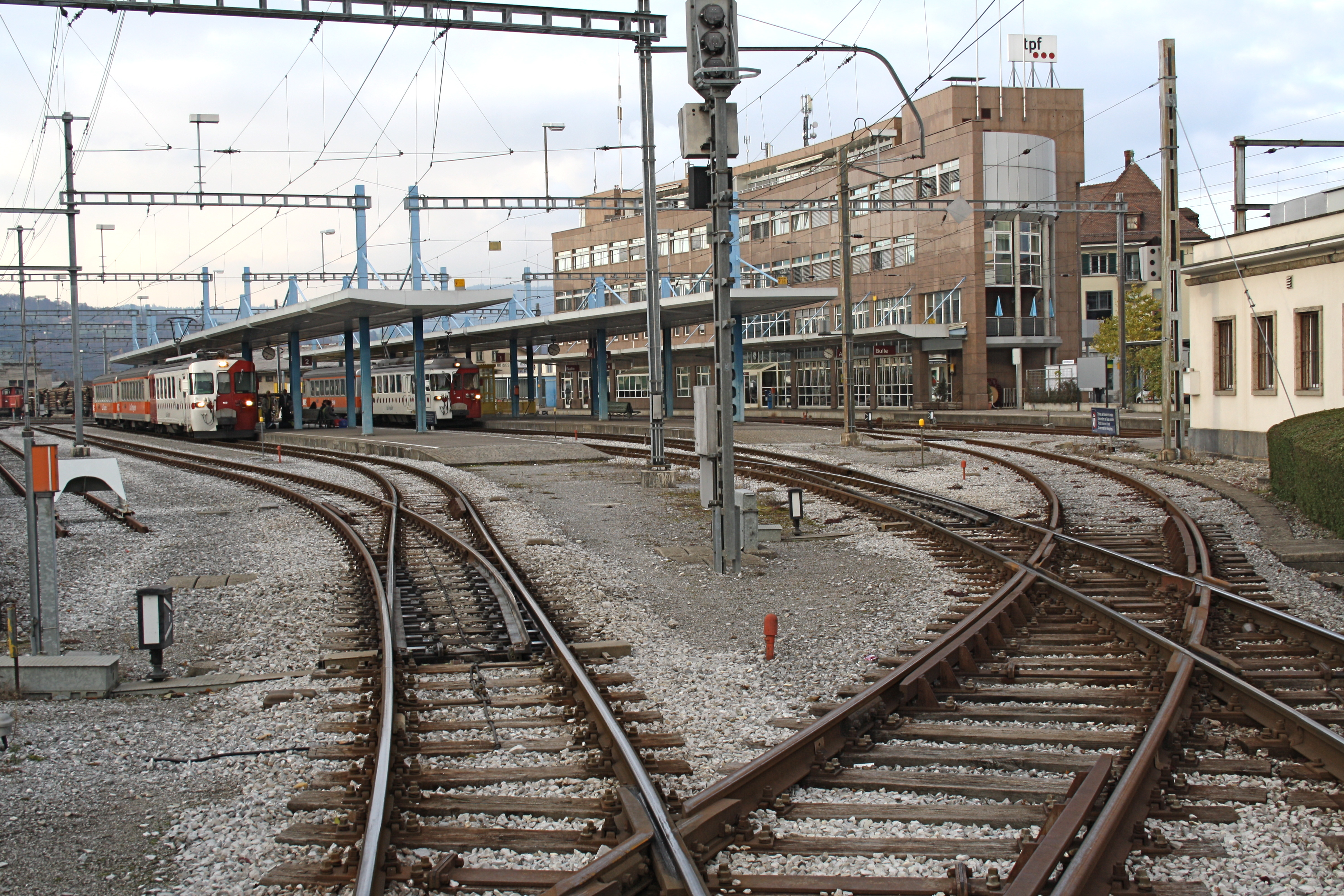
Der Bahnhof mit Gleisen beider Spurweiten im Jahr 2009

### Erster Bahnhof
Das Eisenbahnzeitalter begann in Bulle am 1. Juli 1868 mit der Eröffnung der normalspurigen Chemin de fer Bulle–Romont (BR). Mit der Eröffnung der meterspurigen Bahnstrecke Palézieux–Bulle–Montbovon 1901 und der ebenfalls meterspurigen Anschlussbahn nach Broc wurde Bulle zum Eisenbahnknotenpunkt. Die Meterspurstrecken wurden durch die Chemins de fer électriques de la Gruyère (CEG) eröffnet, welche im Bulle ein eigenes Bahnhofgebäude neben demjenigen der BR betrieb. 1942 schlossen sich die BR und die CEG gemeinsam mit der Chemin de fer Fribourg–Morat–Anet (FMA) zur Chemins de fer fribourgeois Gruyère–Fribourg–Morat (GFM) zusammen, welche ihrerseits durch die Fusion mit der Transport en commun de Fribourg (TF) im Jahr 2000 in die TPF aufging.
Im Jahr 1912 bestanden Pläne einer direkten Zugverbindung von Bulle nach Freiburg, welche nicht verwirklicht wurden.
Zwischen 1987 und 1992 entstanden für 38 Millionen Schweizer Franken ein neues Bahnhofsgebäude und ein neuer Busbahnhof in Bulle. Jedoch verlor der öffentliche Verkehr durch den Bau der direkten Autobahn A12 Vevey–Bulle–Fribourg–Bern stark an Bedeutung, welche durch die Führung direkter Züge Bern–Bulle ab Dezember 2011 allerdings wiedergewonnen wurde.

### Zweiter Bahnhof
2019 starteten die Bauarbeiten zur Verlegung des Bahnhofes um gut zweihundert Meter nach Norden. Anlass dazu war die Umspurung der Bahnstrecke Bulle–Broc Fabrique, heute Broc-Chocolaterie, auf Normalspur. Mit der Erhöhung der Bahnsteige auf die genormten 55 Zentimeter Einstiegshöhe konnte ausserdem eine Bedingung des Behindertengleichstellungsgesetzes erfüllt werden, was in der bisherigen engen Kurvenlage nicht möglich gewesen wäre. Auf dem Gelände ehemaliger Abstellanlagen entstand auch ein neues Empfangsgebäude in Form eines mehrteiligen Gebäudekomplexes unter dem Namen Velâdzo Bulle nach Plänen des Architekturbüros Itten & Brechbühl. In diesem Komplex sind nebst einem TPF-Reisezentrum unter anderem auch eine Migros-Filiale, ein Kiosk der Valora AG sowie eine Apotheke untergebracht.
Im Juni 2021 wurde der Betrieb auf der meterspurigen Strecke Bulle–Broc eingestellt.
Per Fahrplanwechsel im Dezember 2022 wurde der neue Bahnhof samt der umgespurten Strecke bis Broc-Village in Betrieb genommen. Seither fährt der RegioExpress Bern/Düdingen–Bulle direkt bis nach Broc-Village. Am 26. August 2023 wurde die Verlängerung nach Broc-Fabrique eingeweiht; seit dem Fahrplanwechsel vom 10. Dezember 2023 heisst diese Bahn-Endstation Broc-Chocolaterie.

## Verkehr

### Eisenbahn
- RE 2 Bern – Düdingen – Fribourg/Freiburg – Romont – Bulle – Broc-Village
- RE 3 Düdingen – Fribourg/Freiburg – Romont – Bulle – Broc-Village
- S 50 Bulle – Châtel-Saint-Denis – Palézieux
- S 51 Bulle – Montbovon

### Busverkehr
Mehrere Buslinien der TPF verbinden Bulle mit Romont, Farvagny oder Freiburg.